# Vereenigd Rotterdamsch-Hofstad Tooneel
Het Vereenigd Rotterdamsch-Hofstad Tooneel was een Nederlands toneelgezelschap dat werd opgericht in 1923 en ontbonden in 1939.
Het gezelschap was een fusie tussen de toneelgroepen het Rotterdamsch Tooneel en het Hofstad Tooneel, onder directie van Cor van der Lugt Melsert. Tot de acteurs die aan het Vereenigd Rotterdamsch-Hofstad Tooneel verbonden waren behoorden Fie Carelsen, Mary Dresselhuys, Annie van Ees, Theo Frenkel jr., Leo de Hartogh, Adriaan van Hees, Fien de la Mar, Nap de la Mar, Else Mauhs, Enny Meunier, Bob Oosthoek, Alexander Pola, Bets Ranucci-Beckman en Jacques Snoek.

## Geschiedenis

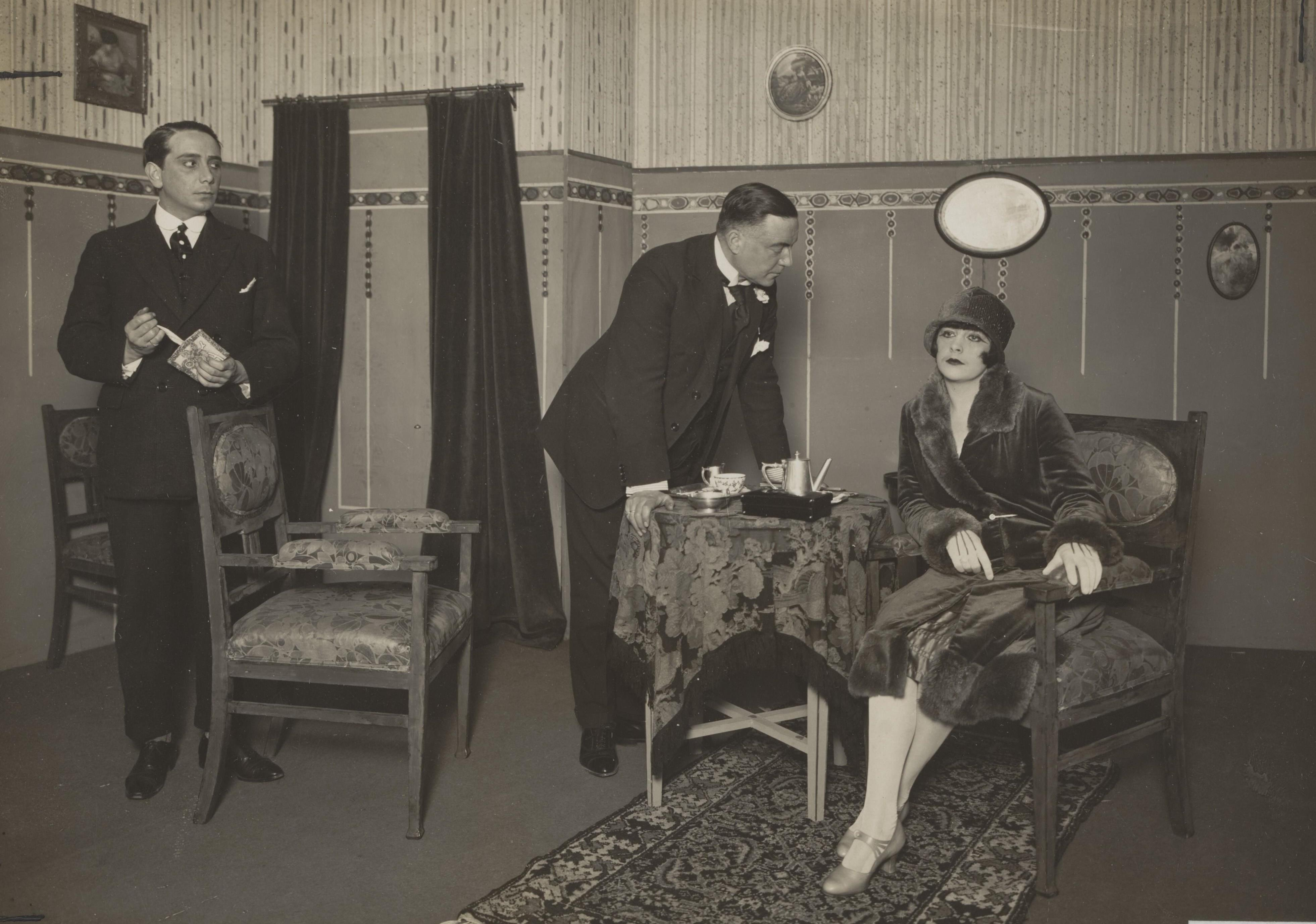
Vereenigd Rotterdamsch-Hofstad Tooneel (1925)

Vrij snel na de oprichting van het Vereenigd Rotterdamsch-Hofstad Tooneel ontstonden problemen met het stadsbestuur van Rotterdam. De toegezegde subsidie van 20 000 gulden was aan de lage kant en bovendien ging Rotterdam alleen tot betaling over als er verlies werd geleden op de totale exploitatie van het gezelschap. Den Haag subsidieerde de toneelgroep met 44 000 gulden en bood het Vereenigd Rotterdamsch-Hofstad Tooneel de mogelijkheid om vaste bespeler te worden van de Koninklijke Schouwburg. Dit op voorwaarde dat het repertoire ten minste voor de helft zou bestaan uit artistiek verantwoorde stukken, dit mede ter beoordeling aan het college van Burgemeester en Wethouders. Bovendien moesten er zoveel mogelijk eerste opvoeringen zijn van Noord-Nederlandse stukken. Ten slotte moest er één volksvoorstelling per jaar worden gebracht in Rotterdam, Utrecht, Haarlem en Amsterdam. Van der Lugt Melsert accepteerde deze voorwaarden en concentreerde in 1925 het hele gezelschap in de Residentie.
Medio jaren dertig ontstond er spanning tussen Van der Lugt Melsert en de schouwburgcommissie. In mei 1934, een jaar na de machtsovername van Adolf Hitler in Duitsland, bracht het Vereenigd Rotterdamsch-Hofstad Tooneel het toneelstuk Rassen van Ferdinand Bruckner. Leden van de Schouwburgcommissie protesteerden er privé tegen omdat het toneelgezelschap naar hun mening met dit stuk kritiek uitte op de binnenlandse politiek van een bevriende natie.
De relatie verslechterde verder toen de schouwburgcommissie liet vastleggen dat zij vooraf inzage zou krijgen in alle te spelen toneelstukken. Ondanks verzet van Van der Lugt Melsert werd de bepaling van kracht. De preventieve censuur die hierdoor mogelijk werd vond een eerste toepassing eind 1935 bij het toneelstuk Do, Mi, Sol, Do van Paul Géraldy. De commissie nam aanstoot aan dit blijspel over trouw en ontrouw in het huwelijk. Van der Lugt Melsert legde het bezwaar naast zich neer.
Het jaar daarop greep de schouwburgcommissie in bij het stuk Onschuldige meisjes (The Children's Hour) van Lillian Hellman. De commissie nam aanstoot aan de lesbische ondertoon van het toneelstuk en adviseerde burgemeester De Monchy van Den Haag het stuk te verbieden. Deze weigerde, waarop de commissie opvoering in de Stadsschouwburg verbood. De première vond plaats op 7 november 1936 in het Princesse-Schouwburg in Den Haag.
Op 24 april 1937 werd het vierde lustrum van Van der Lugt Melsert gevierd met Karel Čapeks De witte ziekte. Het stuk protesteert tegen totalitaire regimes en dictaturen. De schouwburgcommissie adviseerde burgemeester De Monchy van Den Haag opvoering te verbieden. Toen deze weigerde eiste de commissie veranderingen; woorden als 'concentratiekamp' en 'prikkeldraad' moesten vervangen worden.
Enkele maanden daarna volgde De Monchy wel een advies van de commissie en verbood het stuk De Dag des Oordeels van de Amerikaanse toneelschrijver Elmer Rice. Naar de mening van De Monchy handelde het stuk over de Rijksdagbrand en zou opvoering van dit stuk als een onvriendelijke daad jegens Duitsland kunnen worden uitgelegd en zelfs anti-Duitse demonstraties in de schouwburg of Duitse represailles tegen Nederlandse onderdanen ten gevolge kunnen hebben.
Kort daarop nam Van der Lugt Melsert ontslag. Algemeen wordt aangenomen dat hij opstapte vanwege de vijandige reacties van een deel van het publiek en de toenemende censuur. De Raad van Bijstand van de N.V. Vereenigd Rotterdamsch-Hofstad Tooneel stelde op een aandeelhoudersvergadering voor om de N.V. te liquideren. De raad vond het risico dat de aandeelhouders onder een nieuwe directeur hun geld zouden verliezen te groot. De vergadering nam het voorstel aan en begin 1939 werd het toneelgezelschap opgeheven.